# Royal-Tarock

Deutschsprachiges Spielblatt

Das Royal-Tarock ist eine von Zoltán Gerots entwickelte Wettkampfvariante des ungarischen Tarocks. Viele ungarische Kartenexperten bezweifeln sogar, dass dieses Spiel noch als Tarockvariante betrachtet werden kann, da dessen Regeln nicht nur von denen der ungarischen, sondern auch von anderen Tarockvarianten zu stark abweichen.

## Geschichte
Das Royal-Tarock wurde von Zoltán Gerots von 1984 an entwickelt. Sein Ziel war, eine Tarockvariante mit minimalen (!) Änderungen zu konzipieren, die für Wettkämpfe geeignet ist. So entstand in zwei Jahrzehnten Schritt für Schritt ein völlig neues Spiel. Partnerschaften wurden festgelegt, Talon und Kartenwerte wurden weggelassen, neue Ansagen eingeführt und auch das Punktwertungssystem mehrmals überarbeitet. Nachdem der Talon weggelassen worden war, wurde das Spiel als Royal Tarokk umbenannt.
Hier soll das heutige Spiel mit allen Wettkampf- und Spielregeln beschrieben werden. (Bei der Beschreibung wurden notwendigerweise hauptsächlich österreichische Bezeichnungen des süddeutschen Sprachraumes herangezogen.)

## Grundregeln

### Die Spieler
Das Royal-Tarock wird von zwei Paaren mit vorher festgelegten Partnerschaften gegen den Uhrzeigersinn gespielt. Dies ist der Hauptunterschied zu allen anderen Tarockspielen, bei denen die Konstellation von Partnern und Gegnern in jedem Spiel neu bestimmt wird (abgesehen von den Varianten für zwei Personen).
Die Partner sitzen nebeneinander, der links sitzende wird als „Abfänger“, der rechts sitzende als „Eintreiber“ bezeichnet. Der Geber und sein Partner sind die „Verteidiger“, die zwei Gegenspieler sind die „Angreifer“.

### Die Karten
Das Royal-Tarock wird mit einer reduzierten Blattzahl von 40 Karten gespielt. Neben der vier französischen Farben (Pik, Kreuz, Herz und Karo) gibt es noch eine als Tarock bezeichnete Dauertrumpffarbe. Die Tarockkarten werden aufgrund steigender Stichkraft von I bis XXI mit römischen Ziffern nummeriert. Das einzige Tarock ohne Nummer ist zugleich das höchste, der Sküs. Diese Karte stellt einen Harlequin dar. Die zwei höchsten Tarocks (Sküs und XXI) bilden die Honneurs, die niedrigsten Tarocks von I bis IIII sind die Vogerln.
Die beiden roten Farben, nämlich Herz und Karo bestehen aus vier Karten: aus dem König, der Dame, dem Kavall und dem Buben, die schwarzen Farben haben zusätzlich noch den Zehner. Insgesamt gibt es also 22 Tarock- und 18 Farbkarten. Die Könige zusammen mit den Vogerln bilden die Hochspielkarten.

### Spiele und Match
In der Regel werden acht Spiele pro Match gespielt. Vor dem ersten Spiel muss der Eintreiber beider Parteien eine Karte aus dem gemischten und verdeckten Paket ziehen. Wer die niedrigere Karte gezogen hat, gibt als Erster und seine Partei wird Verteidiger beim ersten Spiel. In den nachfolgenden Spielen wechseln sich Angriff und Verteidigung ab.

## Spielablauf

### Das Geben
Die Karten müssen immer vom Eintreiber der Verteidigungspartei gegeben werden. Somit gibt es im Royal-Tarock keine „Runden“ im klassischen Sinne, da im dritten Spiel derselbe Spieler gibt, wie im ersten, und die beiden Abfänger spielen beim Geben überhaupt keine Rolle mehr. Der Eintreiber der Angriffspartei eröffnet die Lizitationsphase und hat das Recht und Pflicht, als Erster auszuspielen.
Er nimmt die Tarocks XX und XIX aus dem Kartenpaket, gibt den XIXer dem Abfänger und den XXer dem Eintreiber der Angriffspartei. (Zweck dieser Wettkampfregel ist, die Wahrscheinlichkeit teurer Prämienansagen [die sogenannte Trophäen] zu erhöhen.) Er mischt die restlichen Karten, wonach der Eintreiber der Angriffspartei die Karten abhebt. Es muss so abgehoben werden, dass alle Karten verdeckt bleiben. Nach dem Abheben gibt der Geber den Spielern die Karten in Paaren gegen Uhrzeigersinn. Die ersten zwei Karten gehören zu den beiden Gegnern.

#### Zusammenwerfen
Nach dem Geben und Aufnehmen der Karten muss jeder Spieler überprüfen, ob er zehn Karten mit mindestens drei Tarocks in der Hand hat. Wenn falsch gegeben wurde oder ein Spieler weniger als drei Tarocks hat, muss er das zeigen und das Spiel damit annullieren. Die Karten werden zusammengeworfen, und der Geber muss zu demselben Spiel nochmal geben.

### Das Lizitieren
Im Royal-Tarock sollte man eher nicht über eine Lizitationsphase sprechen, da während der Lizitation nur noch die Prämien angesagt und eventuell kontriert werden. Trotzdem werden die Termini „Lizitvorgang“, „Lizitationssystem“ usw. praktisch von allen Spielern verwendet, weil die Ansagesysteme eines Spitzenteams (dem Bridge ähnelnd) oft sehr komplex sind.
Das Royal-Tarock hat 66 Ansagen und 4 stille Prämien. Im Royal muss man alles in der Lizitationsphase ansagen, um Punkte zu sammeln – nur ganz wenige Prämien werden still (d. h. ohne Ansage) gezählt. Die 70 Prämien und Ansagen werden in zwei Großgruppen geteilt: Meldungen (= Prämien und Ansagen aus der Hand) und Schlemme (= Prämien in den Stichen). Jeder angesagte Schlemm kann von den Gegnern kontriert werden. Weitere Kontras wie Rekontra usw. sind im Royal nicht erlaubt.
Der Geber eröffnet die Lizitation und die Mitspieler folgen ihn. Ist ein Spieler dran, kann er in beliebiger Reihenfolge seine Meldungen, Schlemme und Kontras ansagen und seine Äußerung mit „Weiter!“ abschließen. Wenn ein Spieler nichts zu sagen hat, muss er passen. Wurde von drei Spielern in Folge gepasst, ist die Lizitationsphase zu Ende. Ausnahme: Unmittelbar nach dem Geben müssen alle vier Spieler passen, um die Lizitation abzuschließen.

#### Steigerung von Schlemmen (Die Hebung)
Ein Teil der Schlemme ist von anderen Schlemmen unabhängig: der eine kann nach dem anderen in beliebiger Reihenfolge von irgendeinem Spieler einer Partei angesagt werden. Andere Schlemme stehen aber im Hebungsverhältnis und können angehoben werden. Bei diesen:
- umfasst der teurere Schlemm (der eingehoben wird) den billigeren (den anzuhebenden), oder
- der teurere Schlemm ist eine erschwerte Variante des billigeren.

Ein steigerbarer Schlemm kann nur vom Partner angehoben werden. Im Falle, dass der teurere Schlemm mit mehreren früher angesagten Schlemmen im Hebungsverhältnis steht, kann die Steigerung nur von dem Partner vom Ansager des letzten solchen Schlemmes durchgeführt werden. Wichtige Ausnahme: Trophäen (siehe unten) können ausschließlich mit Partnerwechsel gesteigert werden.
Hierbei ist zu beachten: Wenn man schlecht lizitiert, können bestimmte Trophäen laut dieser Regelung nicht weiter gesteigert werden. Eine Partei kann die Schlemme, wenn möglich, mehr als einmal steigern. Die Steigerung kann zwar ein Kontra außer Kraft setzen, die Gegenpartei kann aber auch den eingehobenen Schlemm kontrieren.

### Die Spielweise
Zum ersten Ausspielen kommt immer der Eintreiber der Angriffspartei. Wenn die Lizitation abgeschlossen wurde, werden die Karten in gewöhnlicher Weise ausgespielt. Es gilt Farb- und Tarockzwang, jedoch kein Stichzwang.
Manche Schlemme sind behaltpflichtig. Um diese Schlemme zu gewinnen, muss die Partei einen bestimmten Stich mit einer festgelegten Karte machen. Wenn die Partei einen solchen Schlemm angesagt hat, darf der Besitzer die in Frage stehende (angebundene) Karte nur dann früher ausspielen, wenn er keine andere Möglichkeit hat. Wenn mehrere behaltpflichtige Schlemme angesagt wurden und der Besitzer nur noch eine angebundene Karte zugeben kann, dann muss er jene (oder eine Karte von jenen) ausspielen bzw. zugeben, die zuletzt angebunden worden ist.
Die angebundene Karte muss, wenn möglich, im entsprechenden Stich ausgespielt bzw. zugegeben werden.
Wird ein behaltpflichtiger Schlemm erhoben, bleibt die Pflicht in Kraft! Der (zusammengesetzte) eingehobene Schlemm gilt als verloren, wenn er nicht mit den (durch die erhobenen Schlemme) angebundenen Karten erfolgt wird.

### Abrechnung
Nach dem letzten Stich werden die Leistungen beider Parteien gewertet und es werden Punkte vergeben. Eine Partei kann nie weniger als null Punkte aufschreiben. Das obere Limit von 100 Punkten kann nur durch Trophäen überschritten werden.
Zuerst wird die Anfangspunktzahl, die sogenannte Konsolation (siehe unten) festgesetzt. Danach werden die gewonnenen bzw. verlorenen Ansagen mit Plus- und Minuspunkten gewertet. Jede Partei schreibt nur für die eigenen Ansagen (Plus- oder Minus-)Punkte auf.

#### Wertung kontrierter Schlemme
Kontrierte Schlemme zählen auch nur einfach. Nur der Kontrierer kann mittels seines Kontras Punkte gewinnen oder verlieren. Das Kontra wird meistens in gleicher Weise gewertet wie der kontrierte Schlemm (mit umgekehrten Vorzeichen), aber eine Partei kann niemals mehr als 20 (zwanzig) Punkte durch alle Kontras zusammen gewinnen oder verlieren.

#### Abrechnung eines Matches
Nach jedem Spiel werden die von beiden Parteien gesammelten Punkte addiert. Wird das Match nach acht Spielen abgeschlossen, muss die Summe durch acht dividiert und das Resultat abgerundet werden, um das Endergebnis zu bekommen. Beispiel: aus 760:759 wird 95:94.

## Die Ansagen
Die 70 Prämien und Ansagen des Royal-Tarocks sind auch auf das Spielblatt gedruckt. Sie lauten wie folgt:

### Meldungen
- Farbenanzahl: Hat ein Spieler mindestens zwei (aber nicht alle) Karten einer Farbe in der Hand, so darf er das ansagen. Beispiel: „zwei Pik“. Nur die echte Anzahl der gegebenen Farbe darf angesagt werden. Bewertung: 0 Punkte.
- Tarockanzahl: Hat ein Spieler mindestens acht Tarocks in der Hand, so darf er das ansagen. Beispiel: „acht Tarock“. Nur die echte Anzahl der Tarocks darf angesagt werden. Bewertung: 0 Punkte.
- Vogerl: Hat ein Spieler mindestens ein Vogerl in seiner Hand, so darf er Vogerl ansagen. Bewertung: 0 Punkte.
- Flush: Hat ein Spieler alle Karten einer Farbe in seiner Hand, so darf er Flush ansagen. Bewertung: 10 Punkte. Die Farbe darf nicht angesagt werden.
- Wonok: Hat ein Spieler vier gleiche Figuren (z. B. vier Könige) in seiner Hand, so darf er Wonok ansagen. Bewertung: 20 Punkte. Die Höhe der Figuren darf nicht angesagt werden.

### Schlemme

#### Materialprämien
- Visi: Der Ansager verpflichtet seine Partei, Tarock XVIII heimzubringen. Bewertung: 1 Punkt.
- L’amour: Der Ansager verpflichtet seine Partei, Tarock XIX heimzubringen. Bewertung: 1 Punkt.
- Engel: Der Ansager verpflichtet seine Partei, Tarock XX heimzubringen. Bewertung: 1 Punkt.
- Honneur: Der Ansager verpflichtet seine Partei, den Sküs oder den Mond heimzubringen. Bewertung: 1 Punkt.
- Köpfe: Der Ansager verpflichtet seine Partei, den Sküs und den Mond heimzubringen. Bewertung: 2 Punkte.
- Trull: Der Ansager verpflichtet seine Partei, den Sküs, den Mond und den Pagat heimzubringen. Bewertung: 3 Punkte.

Honneur, Köpfe und Trull stehen zueinander im Hebungsverhältnis.

#### Stille Prämien
Diese vier Prämien werden mit wenigen Ausnahmen still gewertet, wenn sie gewonnen werden.
- Obscur: Wenn von den vier Spielern weder freier Stich noch Valat-Trophäe gesagt wird, wird automatisch Obscur gespielt. Jene Partei, die als Erste fünf Stiche macht, gewinnt den Obscur. Bewertung: 5 Punkte.
- Lauer: Gelingt es einer Partei, den Pagat der Gegner ohne Ansage heimzubringen, wird diese Prämie bezahlt. Bewertung: 15 Punkte.
- 4 Könige: Gelingt es einer Partei, alle vier Könige heimzubringen, wird diese Prämie bezahlt. Diese Prämie kann zwar nicht angesagt werden, sie wird aber mit wenigen Ausnahmen (Valat oder Legion [siehe unten] angesagt) immer gewertet. Bewertung: 20 Punkte.
- Mondfang still: Gelingt es einer Partei, das Tarock XXI der Gegner heimzubringen, wird diese Prämie bezahlt. Bewertung: 50 Punkte.

#### Freie Stiche
- Spiel: Der Ansager verpflichtet seine Partei, mindestens fünf Stiche zu machen. Bewertung: 10 Punkte.
- Kasse: Der Ansager verpflichtet seine Partei, mindestens sechs Stiche zu machen. Bewertung: 20 Punkte.
- Bridge: Der Ansager verpflichtet seine Partei, mindestens sieben Stiche zu machen. Bewertung: 30 Punkte.
- Oktave: Der Ansager verpflichtet seine Partei, mindestens acht Stiche zu machen. Bewertung: 40 Punkte.
- Misère: Der Ansager verpflichtet seine Partei, mindestens neun Stiche zu machen. Bewertung: 50 Punkte.
- Valat: Der Ansager verpflichtet seine Partei, alle zehn Stiche zu machen. Bewertung: 60 Punkte.

Die freien Stiche stehen untereinander im Hebungsverhältnis.

#### Gebundene Stiche
- Piccolo: Der Ansager verpflichtet seine Partei, die ersten drei Stiche zu machen, wobei der dritte mit Tarock XVIII erfolgen muss. Bewertung: 5 Punkte.
- City: Der Ansager verpflichtet seine Partei, die ersten vier Stiche zu machen, wobei der vierte mit Tarock XIX erfolgen muss. Bewertung: 5 Punkte.
- Zentrum: Der Ansager verpflichtet seine Partei, die ersten fünf Stiche zu machen, wobei der fünfte mit Tarock XX erfolgen muss. Bewertung: 10 Punkte.
- Kleiner Vogel: Der Ansager verpflichtet seine Partei, die ersten sechs Stiche zu machen, wobei der sechste mit Tarock XXI erfolgen muss. Bewertung: 20 Punkte.
- Großer Vogel: Der Ansager verpflichtet seine Partei, die ersten 7 sieben Stiche zu machen, wobei der siebente mit dem Sküs erfolgen muss. Bewertung: 30 Punkte.

Die gebundenen Stiche sind voneinander unabhängig und können auch kombiniert werden. Alle gebundenen Stiche sind behaltpflichtig, die in Frage stehenden Stecher werden angebunden. Gelingt es der Gegnerpartei, einen Stich zu machen und somit die gebundene Stichprämie zum Scheitern zu bringen, bleibt die Behaltpflicht in Kraft und der entsprechende Stecher darf nicht früher als angesagt ausgespielt werden!

#### Hochspielschlemme
- Ultimo: Der Ansager verpflichtet seine Partei, den letzten Stich mit der benannten Hochspielkarte zu machen. Beispiele: Pagat Ultimo, Pik Ultimo, wobei der letzte Stich mit dem Pagat bzw. dem Pik-König erfolgen muss. Der Schlemm gilt nur dann als gewonnen, wenn die Hochspielkarte selbst den Stich macht. Bewertung: 10 Punkte.
- Pre-ultimo: Der Ansager verpflichtet seine Partei, den vorletzten (neunten) Stich mit der benannten Hochspielkarte zu machen. Der Schlemm gilt nur dann als gewonnen, wenn die Hochspielkarte selbst den Stich macht. Bewertung: 20 Punkte.
- Drachen: Der Ansager verpflichtet seine Partei, den drittletzten (achten) Stich mit der benannten Hochspielkarte zu machen. Der Schlemm gilt nur dann als gewonnen, wenn die Hochspielkarte selbst den Stich macht. Bewertung: 30 Punkte.
- Greif: Der Ansager verpflichtet seine Partei, den siebenten Stich mit der benannten Hochspielkarte zu machen. Der Schlemm gilt nur dann als gewonnen, wenn die Hochspielkarte selbst den Stich macht. Bewertung: 40 Punkte.
- Turul: Der Ansager verpflichtet seine Partei, den sechsten Stich mit der benannten Hochspielkarte zu machen. Der Schlemm gilt nur dann als gewonnen, wenn die Hochspielkarte selbst den Stich macht. Bewertung: 50 Punkte.

Alle Hochspielschlemme sind behaltpflichtig. Sie stehen zueinander im Hebungsverhältnis, wenn sie sich auf dieselbe Hochspielkarte beziehen. In anderen Fällen können sie miteinander kombiniert werden.

#### Flugschlemme
- Fasan: Der Ansager verpflichtet seine Partei, den ersten Stich mit der benannten Hochspielkarte zu machen. Der Schlemm gilt nur dann als gewonnen, wenn die Hochspielkarte selbst den Stich macht. Bewertung: 20 Punkte.
- Falke: Der Ansager verpflichtet seine Partei, den zweiten Stich mit der benannten Hochspielkarte zu machen. Der Schlemm gilt nur dann als gewonnen, wenn die Hochspielkarte selbst den Stich macht. Bewertung: 20 Punkte.

Der Fasan und der Falke sind behaltpflichtig, sie können nicht gleichzeitig angesagt werden und stehen zueinander auch nicht im Hebungsverhältnis. Wurde ein Flugschlemm angesagt, der sich auf eine bestimmte Hochspielkarte bezieht, kann kein Hochspielschlemm mit derselben Karte angesagt werden. Umgekehrt gilt diese Regel auch und bezieht sich auf alle behaltpflichtigen Schlemme und Trophäen (siehe unten).

#### Abfangschlemme
- Bande: Der Ansager verpflichtet seine Partei, die Karten der benannten Farbe heimzubringen. Beispiel: Herz-Bande. Bewertung: 5 Punkte.
- Flotte: Der Ansager verpflichtet seine Partei, alle rote Farbkarten (Herz und Karo) heimzubringen. Bewertung: 20 Punkte.
- Rot und Schwarz: Der Ansager verpflichtet seine Partei, die Karten der benannten roten und schwarzen Farbe heimzubringen. Beispiel: Pik-Herz Rot und Schwarz. Bewertung: 25 Punkte.
- Armee: Der Ansager verpflichtet seine Partei, die Karten der beiden schwarzen Farbe (Pik und Kreuz) heimzubringen. Bewertung: 30 Punkte.
- Legion: Der Ansager verpflichtet seine Partei, alle Farbkarten heimzubringen. Bewertung: 50 Punkte.

Die Abfangschlemme können nicht kombiniert werden. Sie stehen zueinander sinngemäß im Hebungsverhältnis und zwei Abfangschlemme dürfen nicht gleichzeitig angesagt werden (unabhängig von ihrer Farben).

#### Extras
- Amazon: Der Ansager verpflichtet seine Partei, einen Stich mit einer Farbkarte außer einem König zu machen. Weder die Farbe, noch die Höhe der in Frage stehenden Karte darf angesagt werden. Bewertung: 5 Punkte.
- Pagatfang: Der Ansager verpflichtet seine Partei, den Pagat der Gegner heimzubringen. Bewertung: 30 Punkte.
- Siebenbürger Fasan: Der Ansager verpflichtet seine Partei, den ersten und den zweiten Stich mit den benannten Hochspielkarten zu machen. Beispiel: Pagat-Pik Siebenbürger Fasan. Bewertung: 60 Punkte.
- Temeschwarer Fasan: Der Ansager verpflichtet seine Partei, den ersten und den dritten Stich mit den benannten Hochspielkarten zu machen. Bewertung: 60 Punkte.
- Klausenburger Fasan: Der Ansager verpflichtet seine Partei, den zweiten und den vierten Stich mit den benannten Hochspielkarten zu machen. Bewertung: 60 Punkte.

Der Siebenbürger, der Temeschwarer und der Klausenburger Fasan können nicht gleichzeitig angesagt werden. All diese Fasane gelten als Flugschlemm (siehe oben) und stehen im Hebungsverhältnis zum Fasan bzw. zum Falken.
- Schleicher: Der Ansager verpflichtet seine Partei, den vorletzten und den letzten Stich mit Vogerln zu machen. Die Vogerln dürfen nicht angesagt werden. Bewertung: 60 Punkte.
- Phönix: Der Ansager verpflichtet seine Partei, den vorletzten und den letzten Stich mit je einem König zu machen. Die Farben der Könige können nicht angesagt werden. Bewertung: 60 Punkte.

### Die Trophäen
Die Trophäen sind die teuersten Schlemme dieses Spieles und machen das Wesen des Royal-Tarocks aus. Gelingt es einem Spieler, eine Trophäe zu machen, so wird er in die Trophäenliste eingetragen.
Normalerweise kann eine Partei nicht mehr als 100 Punkte in einem Spiel kassieren. Diese Limit kann nur durch angesagte Trophäen geändert werden. Nur eine Trophäe pro Partei und Spiel kann angesagt und gewertet werden. (Trophäen können jedoch auch gesteigert werden, die dazugehörigen Regeln siehe unten.)
Wird eine Trophäe in Wert von unter 100 Punkten verloren, sinkt das Punktlimit dementsprechend. Laut dieser Regel kann das Punktlimit auf 70 bzw. 50 Punkte fallen (den 30 bzw. 50 Minuspunkten entsprechend). Wenn eine Trophäe mit über 100 Punkten verlorengeht, wird das Spiel unbedingt mit null Punkten für die in Frage stehende Partei gewertet.
Gelingt es einer Partei, eine Trophäe in Wert von unter 100 Punkten zu machen, wird das Limit um 10 Punkte erhoben (und wird damit 110). Bei Trophäen über 100 Punkten wird das Limit auf den Trophäenwert erhöht.

#### Kleintrophäen
- Spadille: Der Ansager verpflichtet seine Partei, einen Stich mit einer roten Dame, einem roten Kavall oder einem roten Buben zu machen. Farbe und Höhe der in Frage stehenden Karte dürfen nicht angesagt werden. Bewertung: 30 Punkte.
- Manille: Der Ansager verpflichtet seine Partei, einen Stich mit einem schwarzen Kavall oder einem schwarzen Buben zu machen. Farbe und Höhe der in Frage stehenden Karte dürfen nicht angesagt werden. Bewertung: 30 Punkte.
- Dschinn: Der Ansager verpflichtet seine Partei, einen Stich mit dem benannten schwarzen Zehner zu machen (Pik-Dschinn oder Kreuz-Dschinn). Bewertung: 50 Punkte.
- Mariage: Der Ansager verpflichtet seine Partei, die letzten zwei Stiche mit dem König und der Dame der angesagten Farbe zu machen. Beispiel: Pik-Mariage. Bewertung: 50 Punkte.

#### Trophäen
- Mondfang: Der Ansager verpflichtet seine Partei, den Mond (Tarock XXI) der Gegenpartei durch den Sküs abzustechen. Bewertung: 120 Punkte.
- Habicht: Der Ansager verpflichtet seine Partei, die ersten drei Stiche mit den benannten Hochspielkarten zu machen. Der Habicht gilt als Flugschlemm und steht im Hebungsverhältnis zum Fasan, zum Falken, zum Temeschwarer und zum Siebenbürger Fasan. Bewertung: 120 Punkte.
- Couleur: Der Ansager verpflichtet seine Partei, die letzten drei Stiche mit Farbkarten zu machen. Die in Frage stehenden Karten dürfen nicht benannt werden und müssen selbst die Stiche machen. Bewertung: 120 Punkte.
- Skala: Der Ansager verpflichtet seine Partei, alle Stiche und auch alle fünf gebundenen Stiche (Piccolo, City, Zentrum, den kleinen und den großen Vogel) zu machen. Bewertung: 120 Punkte.

#### Großtrophäen
- Golgatha: Der Ansager verpflichtet seine Partei, den Mond (Tarock XXI) und den Pagat (Tarock I) der Gegenpartei heimzubringen. Bewertung: 130 Punkte.
- Kentaur: Der Ansager verpflichtet seine Partei, den Mond der Gegenpartei durch den Sküs abzustechen und noch einen Stich mit einer Farbkarte außer einem König zu machen. Bewertung: 130 Punkte.
- Trojka: Der Ansager verpflichtet seine Partei, die letzten drei Stiche mit je einem Vogerl zu machen. Die Vogerln dürfen nicht benannt werden. Bewertung: 130 Punkte.
- Famille: Der Ansager verpflichtet seine Partei, die letzten drei Stiche mit je einer Karte der angesagten Farbe zu machen. Beispiel: Pik-Famille. Bewertung: 130 Punkte.
- Bethlehem: Der Ansager verpflichtet seine Partei, die letzten drei Stiche mit je einem König zu machen. Die Farben der Könige können nicht angesagt werden. Bewertung: 130 Punkte.
- Sphinx: Der Ansager verpflichtet seine Partei, einen Stich mit einer/einem roten und einen zweiten Farbstich mit einer/einem schwarzen Dame/Kavall/Buben zu machen. Bewertung: 130 Punkte.

#### Super-Trophäen
- Quart: Der Ansager verpflichtet seine Partei, alle Stiche – darunter vier Farbstiche in Folge – zu machen. Bewertung: 140 Punkte.
- Pyramide: Der Ansager verpflichtet seine Partei, alle Stiche – darunter vier Vogerlstiche in Folge – zu machen. Bewertung: 140 Punkte.
- Spektrum: Der Ansager verpflichtet seine Partei, alle Stiche, alle fünf gebundenen Stiche und die letzten drei Stiche mit je einer Farbkarte zu machen. Die Farbkarten dürfen nicht benannt werden und müssen – wie immer – selbst die letzten Stiche machen. Bewertung: 140 Punkte.

#### Multi-Trophäen
- Stella: Der Ansager verpflichtet seine Partei, alle Stiche zu machen, wobei die ersten drei mit den benannten Hochspielkarten, der vierte mit dem Tarock XIX, der fünfte mit dem Tarock XX, der sechste mit dem Mond und der siebente mit dem Sküs erfolgen muss. Die Stella gilt als Flugschlemm und steht im Hebungsverhältnis zu allen anderen Flugschlemmen. Bewertung: 150 Punkte.
- Full: Der Ansager verpflichtet seine Partei, alle Stiche, alle fünf gebundenen Stiche und die letzten drei Stiche mit je einem Vogerl zu machen. Die Vogerln dürfen nicht benannt werden und müssen selbst die letzten Stiche machen. Bewertung: 150 Punkte.
- Court: Der Ansager verpflichtet seine Partei, alle Stiche, alle fünf gebundenen Stiche und die letzten drei Stiche mit je einer Karte der angesagten Farbe zu machen. Beispiel: Pik-Court. Bewertung: 150 Punkte.
- Grand: Der Ansager verpflichtet seine Partei, alle Stiche, alle fünf gebundenen Stiche und die letzten drei Stiche mit je einem König zu machen. Die Farben der Könige dürfen nicht angesagt werden. Bewertung: 150 Punkte.

#### Ultra-Trophäen
- Harpie: Der Ansager verpflichtet seine Partei, alle Stiche, darunter einen Stich mit einer Farbkarte außer einem König zu machen und den gegnerischen Mond und Pagat heimzubringen. Bewertung: 160 Punkte.
- Gloria: Der Ansager verpflichtet seine Partei, alle Stiche zu machen, den gegnerischen Mond durch den Sküs abzustechen und die letzten drei Stiche mit je einer Farbkarte zu machen. Die in Frage stehenden Karten dürfen nicht benannt werden und müssen selbst die Stiche machen. Bewertung: 160 Punkte.
- Triumph: Der Ansager verpflichtet seine Partei, alle Stiche zu machen, den gegnerischen Mond durch den Sküs abzustechen und die letzten drei Stiche mit je einem Vogerl zu machen. Die Vogerln dürfen nicht benannt werden und müssen selbst die Stiche machen. Bewertung: 160 Punkte.

#### Royal
- Royal: Der Ansager verpflichtet seine Partei, alle Stiche zu machen, den gegnerischen Mond und Pagat heimzubringen und die letzten drei Stiche mit je einem Vogerl so zu machen, dass sowohl der Ansager als auch sein Partner mindestens einen Vogerlstich machen muss. Bewertung: 200 Punkte.

## Wettkampfregelungen

### Die Konsolation
Im Royal-Tarock werden die Karten – abweichend vom Bridge – nach dem Spiel nicht eingemappt und es wird auch kein Duplikatensystem angewandt. Die Ungleichheiten der Kartenverteilung werden durch ein sogenanntes Konsolationssystem (Trostpunkte) reduziert. Die Basispunkte werden für die Summe der Anzahl der Tarocks beider Spieler einer Partei gegeben. Zusätzliche Punkte können der Partei für mangelnde Stecher gutgeschrieben werden. Die Verteidiger bekommen zwar noch einen Bonus von 20 Punkten dazu, ihre Konsolation kann jedoch unter keinen Umständen das Limit von 90 Punkten überschreiten.

#### Die Konsolationstabelle
| 13 Tarocks (oder mehr)       | 40  |
| 11–12 Tarocks                | 50  |
| 10 Tarocks (oder weniger)    | 60  |
| Spiel mit nur einem Honneur  | +20 |
| Spiel mit gar keinem Honneur | +30 |
| Spiel ohne den XVIII         | +5  |
| Spiel ohne den XVII          | +5  |
| Spiel ohne den XVI           | +5  |
| Verteidigung                 | +20 |

Die Angreifer können maximal 100, die Verteidiger jedoch nur 90 Punkte als Konsolation aufschreiben.

### Die Mannschaftsmeisterschaft
- Jede Mannschaft kann zwei oder drei Mitglieder haben. Ausnahmen können von der Jury zugelassen werden. Die Mannschaft muss einen eigenen Namen haben und wird unter diesem Namen in die Meisterschaftstabelle eingetragen.
- In der Mannschaftsmeisterschaft kann ein Wechsel pro Match stattfinden. Der Name des eingewechselten Spielers muss auf das Spielblatt in die Rubrik Ersatzspieler eingetragen werden. Die Positionen (Eintreiber und Abfänger) können aber während des Matches nicht verwechselt werden.
- Jede Mannschaft kann höchstens 40 (bis 2010: 52) Matches spielen, und die gesammelten Punkte werden zusammengerechnet.
- Spiele, die nicht an einem öffentlichen Ort stattfinden, müssen im Voraus von der Jury zugelassen werden.
- Ein Spiel kann nur im Falle von Vis-Maior mit der Zulassung der Jury offen gelassen werden.
- Jedes Jahr beginnt die Mannschaftsmeisterschaft am 1. Januar und endet am 31. Dezember. Da die Jahressitzung meistens erst Mitte Jänner stattfindet, müssen alle gewünschten Spiele, die am Anfang des Jahres noch vor der Jahressitzung stattfänden, von der Jury zugelassen werden.
- Es muss immer mindestens ein Mannschaftsmitglied am Tisch spielen. Der andere Spieler kann auch ein Gastspieler sein. In diesem Falle muss aber die Anmerkung „als Gastspieler“ in die Namenrubrik des Spielblatts eingetragen werden.

### Der ungarische Pokal
- Die Losung des ungarischen Pokals findet Ende August statt. Vor der Losung werden Nennungen von höchstens 16 Paaren (hier ohne Ersatzspieler) angenommen.
- Spielerwechsel können nur im Falle von Vis-Maior von der Jury zugelassen werden.
- Der Pokal läuft nach dem Knockout-System. Jede Runde wird am Monatsende (erste Runde: in September, Viertelfinale: in Oktober usw.) abgeschlossen. Die Verschiebung eines Spieles kann von der Jury zugelassen werden. Wenn ein Spiel überhaupt nicht stattfinden bzw. nach einer Unterbrechung später auch nicht fortgesetzt werden kann, wird darüber durch das Urteil der Jury entschieden.
- Grundsätzlich müssen drei Matches in jeder Runde gespielt werden. (Die Runde kann selbstverständlich auch früher aufgegeben werden, wenn eine Partei keine Gewinnchance mehr sieht.) Die drei Spielergebnisse werden zusammengerechnet und jene Mannschaft, die mehr Punkte gesammelt hat, ist weiter. Beispiel (Team A spielt gegen Team B): aus 96:95, 87:94 und 97:93 wird 280:282, Team B geht weiter.
  - Beim Unentschieden (282:282 usw.) findet eine Verlängerung (Tie-Break) statt. Zwei zusätzlichen Spiele werden gespielt, Angriff und Verteidigung werden in gewöhnlicher Weise gewechselt. Das Ergebnis der Verlängerung wird nur durch Addition gebildet, es wird weder normiert, noch auf- oder abgerundet und Team A kann z. B. mit einem Ergebnis von 192:191 weiterkommen.
  - Ist der Punktestand nach einer Verlängerung immer noch gleich (z. B. 192:192), finden immer wieder weitere Verlängerungen statt.
- Für die beiden Semifinalisten werden zwei Bronzemedaillen (oder Pokale) vergeben.

### Die Freemeisterschaft
- In die Freemeisterschaft können allerlei Spiele eingerechnet werden. Hier können Trainingsspiele, Varianten, Testspiele (Regelexperimenten) organisiert werden. Über unterbrochene Spiele entscheidet die Jury und jedes einzige Spiel wird mit ihrer Zulassung angerechnet.
- Ziel der Freemeisterschaft ist das Punktesammeln und jener Spieler, der die meisten Punkte am Jahresende hat, hat gewonnen.

### Grand Prix
- In jedem Jahr finden mehrere „Grand Prix“(GP)-Wettkämpfe statt. Bei diesen muss jedes teilnehmende Paar drei Matches spielen.
- Die GP-Spiele können, wenn es möglich ist und die Mitspieler dafür entscheiden, auch in die Mannschaftsmeisterschaft oder in den Pokal eingerechnet werden.
- Bei einem GP werden die gesammelten Punkte weder normiert noch auf- oder abgerundet. Deshalb zählt jeder einzelne Punkt, der im Spiel erzielt wurde. Das Gesamtergebnis eines Paares wird durch die Summierung der gesammelten Spielpunkten aller 24 Spiele gerechnet, so kommt es typischerweise zu einer Zahl über 2000.
  - Bei Punktgleichheit entscheidet das beste (wenn selbst hier ein Gleichstand entsteht, das zweitbeste) Ergebnis der dreien Matches (hier z. B. 762 gegen 756). Wenn immer noch keine Entscheidung getroffen werden kann, werden die gelungenen Trophäen rangiert und die höchste (bei Gleichstand die zweithöchste usw.) Trophäe gewinnt. Hier entscheidet die Reihenfolge der Trophäen auf dem Spielblatt (die wurde jedoch auf dieser Seite umgekehrt).

### Die Trophäenliste
- Jede gelungene Trophäe wird in die Trophäenliste eingetragen und zwar unter dem Namen des Ansagers (nicht dem der Mannschaft). Die in den Varianten gemachten Trophäen (siehe unten) werden auch anerkannt.
- Jeder Spieler wird nach seiner 100., 250., 500. und 1000. Trophäe durch einen Pokal prämiert.

## Varianten
Die Varianten des Royal-Tarocks werden meistens als Training gespielt, damit sich die Mannschaften sich auf die Mannschaftsmeisterschaft und auf den Pokal vorbereiten können. Die in den Varianten gemachten Trophäen können auch in die Trophäenliste eingetragen werden, aber das Spiel selbst wird nur noch in die Freemeisterschaft eingerechnet.
Das Royal-Tarock hat folgende Varianten:
- Royal zu viert (ohne festgelegte Partnerschaften)
- Royal zu dritt (mit 36 Karten)
- Royal zu zweit